# Dumitru Tilea
Dumitru Tilea (n. 27 octombrie 1958) este un politician român, ales în 2024 deputat din partea partidului Alianța pentru Unirea Românilor (AUR). 

## Carieră politică

### Deputat (2024–prezent)
În urma alegerilor parlamentare din 2024 pe 1 decembrie, Tilea a fost ales membru al Camerei Deputaților, în circumscripția nr. 36 Teleorman, preluând mandatul pe 21 decembrie. Cu deputat este membru al Comisiei pentru politică economică, reformă și privatizare, precum și este vicepreședinte al Grupul parlamentar de prietenie cu Bolivia.
O analiză din iunie 2025, realizată de Europa Liberă, relevă că el s‑a aflat printre cei 17 parlamentari care dețin proprietăți în București sau județul Ilfov și care, în același timp, încasau chirii de la stat.